# Neopsylla hongyangensis
Neopsylla hongyangensis är en loppart som beskrevs av Li Kueichen, Bai Xueli et Chen Baifang 1986. Neopsylla hongyangensis ingår i släktet Neopsylla och familjen mullvadsloppor. Inga underarter finns listade i Catalogue of Life.